# Рысак (фильм, 2005)
«Рысак» — российский фильм-драма 2005 года по мотивам книги Петра Ширяева «Внук Тальони».
Премьера фильма в России состоялась 13 октября 2005 года.
Прокатчик — компания «Пан Терра».

## Сюжет
У лошадей тоже есть история.
Действие начинается ещё в царской России, в 1916 году. Заводчик орловских рысаков Аристарх Бурмин покупает породистую кобылу Лесть, но не торопится отдавать её на бега, а приглашает посредника Олимпа Лутошкина занять место старшего наездника завода.
Во время гражданской войны красноармейцы, не разбирающиеся в породистых лошадях, забирают у крестьянского мальчика жеребца, оставив вместо него больную Лесть. Крестьянин Никита Лыков, которому она попала в руки, благодаря ветеринару узнаёт, что кобыла породистая, дорогая. Вместе они выхаживают её, ухаживают за потомством, хотя в голодные годы им приходится трудно.

## В ролях
| Актёр             | Роль                          |
| ----------------- | ----------------------------- |
| Андрей Харитонов  | наездник Олимп Лутошкин       |
| Павел Кипнис      | крестьянин Никита Лыков       |
| Евгений Князев    | коннозаводчик Аристарх Бурмин |
| Сергей Баталов    | Филипп                        |
| Людмила Чурсина   | комиссар                      |
| Юрий Назаров      | наездник Гришин               |
| Вячеслав Жолобов  | ветеринар                     |
| Вячеслав Кулаков  | наездник Синицын              |
| Алина Аристова    | Елизавета                     |
| Николай Аверюшкин | свояк                         |
| Олег Кашьялов     | Дмитрий                       |
| Анатолий Калмыков | Арон                          |
| Дарья Полторацкая | Настасья                      |
| Александр Числов  | Василий                       |
| Владимир Чуприков | нэпман                        |

## Награды
- Третье место в конкурсе художественных фильмов на XIII международном фестивале «EPONA» (Франция, 2006)
- Приз «За актерский ансамбль» XII фестиваля «Литература и кино» в Гатчине (2006)